# Omophoena kruesleri
Omophoena kruesleri là một loài bọ cánh cứng trong họ Cerambycidae.